# Pleśnik
Pleśnik (deutsch Plößenhof) ist ein kleiner Ort in der polnischen Woiwodschaft Ermland-Masuren und gehört zur Gmina Bisztynek (Stadt- und Landgemeinde Bischofstein) im Powiat Bartoszycki (Kreis Bartenstein).

## Geographische Lage
Pleśnik liegt in der nördlichen Mitte der Woiwodschaft Ermland-Masuren, sieben Kilometer nordwestlich der Stadt Reszel (deutsch Rößel) und 23 Kilometer südöstlich der Kreisstadt Bartoszyce (Bartenstein).

## Geschichte
Der heutige Weiler (polnisch Osada) bestand ursprünglich aus einem großen Hof mit dem Namen „Abbau Ackermann“. Am 18. November 1862 erhielt er offiziell den Namen „Plößenhof“ und war ein Wohnplatz innerhalb der Gemeinde Plößen (polnisch Pleśno) im Kreis Rößel in der preußischen Provinz Ostpreußen. In Plößenhof waren 1885 35 und 1905 32 Einwohner registriert.
In Kriegsfolge kam der Ort 1945 mit dem gesamten südlichen Ostpreußen zu Polen und erhielt die polnische Namensform „Pleśnik“. Heute ist er eine Ortschaft innerhalb der Stadt- und Landgemeinde Bisztynek (Bischofstein) im Powiat Bartoszycki (Kreis Bartenstein), bis 1998 der Woiwodschaft Olsztyn, seither der Woiwodschaft Ermland-Masuren zugehörig.

## Kirche
Bis 1945 war Plößenhof in die evangelische Kirche Rößel in der Kirchenprovinz Ostpreußen der Kirche der Altpreußischen Union sowie in die  katholische Kirche Sturmhübel (polnisch: Grzęda) im damaligen Bistum Ermland eingepfarrt. Pleśnik gehört auch heute noch katholischerseits zu Grzęda, das nun zum Erzbistum Ermland gehört. Die evangelischen Einwohner orientieren sich zur Kirche in Bartoszyce (Bartenstein), einer Filialkirche der Pfarrei Kętrzyn (Rastenburg) in der Diözese Masuren der Evangelisch-Augsburgischen Kirche in Polen.

## Verkehr
Pleśnik liegt an einer Nebenstraße, die von Pleśno (Plößen) nach Tolniki Małe (Tollnigk) führt. Eine Bahnanbindung besteht nicht.